# Ръш (окръг, Канзас)
Вижте пояснителната страница за други значения на Ръш.
Окръг Ръш (на английски: Rush County) е окръг в щата Канзас, Съединени американски щати. Площта му е 1860 km², а населението – 3406 души. Административен център е град Ла Крос.